# VII Cumbre de las Américas
La VII Cumbre de las Américas fue una cumbre que se llevó a cabo en Ciudad de Panamá entre el 9 y el 11 de abril de 2015.

## Descripción
Las Cumbres de las Américas reúnen a los jefes de Estado y de Gobierno de los Estados Miembros del Hemisferio para debatir sobre aspectos políticos compartidos, afirmar valores comunes y comprometerse a acciones concertadas a nivel nacional y regional con el fin de hacer frente a desafíos presentes y futuros que enfrentan los países de las Américas.
Según Twaddle, Andrew C. en Reforma de la Atención de la Salud en el Mundo, describe a la Cumbre de las Américas como:

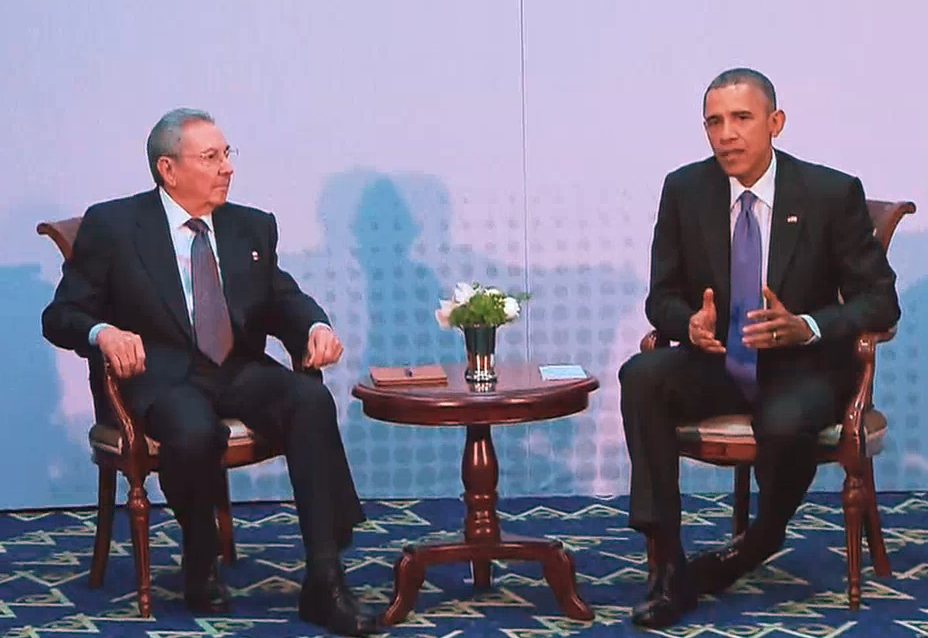
Encuentro entre Raúl Castro y Barack Obama en Panamá, abril de 2015.

Las Cumbres de las Américas son una serie continua de cumbres que reúnen a los líderes de Norteamérica, Centroamérica, el Caribe y Sudamérica. La función de estas cumbres es fomentar la discusión de una variedad de temas que afectan al hemisferio occidental. Estas reuniones en la cumbre de alto nivel han sido organizadas por una serie de organismos multilaterales bajo los auspicios de la Organización de los Estados Americanos. En la década de 1990, lo que antes eran "cumbres ad hoc" llegó a ser institucionalizado en un programa regular de conferencias como "Cumbres de las Américas".

## Presencia de Cuba en la cumbre
Dado el compromiso de los estados miembros del ALBA en boicotear la cumbre si no asistía Cuba, el gobierno de Panamá emitió una invitación a la Cumbre. El 1 de agosto de 2014, anunció la invitación a La Habana a participar en la cumbre. El 12 de diciembre, el Ministerio de Relaciones Exteriores de Panamá anunció su participación.
La portavoz del Departamento de Estado de EE. UU., Jen Psaki advirtió implícitamente que la asistencia de Cuba de la cumbre sería una burla del espíritu de la Carta Democrática Interamericana. Sin embargo, otro funcionario del Departamento de Estado dio a entender tácitamente que Estados Unidos no se oponía a la participación de Cuba en la cumbre.
El sábado 11 de abril, tras más de 50 años, se produjo el primer encuentro entre los presidentes de Estados Unidos y Cuba. Barack Obama lo consideró un encuentro histórico y Raúl Castro manifestó su aprecio por su par norteamericano, al que calificó como «un hombre honesto». En su discurso, Raúl Castro condenó el bloqueo económico a la isla y la ocupación de Guantánamo. También afirmó que la normalización de las relaciones entre ambos países demandarán paciencia y mucho trabajo conjunto. 
La presencia de Cuba en la Cumbre y los foros paralelos (Cumbre Empresarial, Foro de la Sociedad Civil y Foro de Jóvenes) no estuvo exenta de controversia al producirse en varios puntos de Panamá choques y declaraciones cruzadas entre seguidores y detractores del gobierno de Raúl Castro, acaparando toda la atención mediática no relacionada con el segmento de Jefes de Estado. La participación en los eventos, promovida por la Organización de Estados Americanos, de opositores como Guillermo Fariñas, Eliecer Ávila y de Félix Rodríguez Mendigutía, vinculado al operativo de captura y asesinato de Ernesto Guevara de la Serna, acusados de mercenarios al servicio de Estados Unidos, así como de miembros de la sociedad civil cubana, titulada de oficialista por la disidencia, generaron en no pocos momentos serios focos de tensión en el desarrollo las actividades de la VII Cumbre de las Américas.

## Situación en Venezuela
El 6 de abril de 2015, 26 expresidentes emitieron la llamada Declaración de Panamá para denunciar en la Cumbre de las Américas la alteración democrática en Venezuela impulsada por el gobierno de Nicolás Maduro. La declaración también exige la inmediata liberación de los presos políticos en el país. Entre los exjefes que emiten el comunicado, se encuentran: Jorge Quiroga (Bolivia); Ricardo Lagos y Sebastián Piñera (Chile); Andrés Pastrana, Álvaro Uribe y Belisario Betancur (Colombia); Miguel Ángel Rodríguez, Rafael Ángel Calderón Fournier, Laura Chinchilla, Óscar Arias , Luis Alberto Monge (Costa Rica), Osvaldo Hurtado (Ecuador); Alfredo Cristiani y Armando Calderón Sol (El Salvador); Felipe González y José María Aznar (España); Felipe Calderón y Vicente Fox (México), Mireya Moscoso (Panamá), Alejandro Toledo (Perú) y Luis Alberto Lacalle (Uruguay).
El presidente Nicolás Maduro entregó en la cumbre firmas recolectadas en su país contra el decreto que declara a Venezuela una «amenaza extraordinaria a la seguridad nacional estadounidense». Maduro según denuncias de la oposición habría ordenado a todas las escuelas del país celebrar el «día anti-imperialista» contra los Estados Unidos con diversas actividades del día, incluyendo la «recolección de las firmas de alumnos, maestros, personal administrativo, mantenimiento y personal de cocina». Maduro también habría ordenado la recolección de firmas en instituciones del Estado, en donde algunos trabajadores han denunciado despidos masivos como represalia hacia los trabajadores en su negativa de acatar la orden del ejecutivo para firmar contra del «decreto de Obama» Por su parte, Roberta S. Jacobson, Subsecretario de Estado para Asuntos del Hemisferio Occidental, comenta que las sanciones «no eran para dañar a los venezolanos o al gobierno venezolano en su conjunto». Los alegatos para las sanciones contra funcionarios venezolanos, según el departamento de Estado de Estados Unidos recogen: «erosión de las garantías de derechos humanos, persecución de opositores políticos, restricciones a la libertad de prensa, violencia y abusos a los derechos humanos para responder a protestas antigubernamentales, arrestos arbitrarios y detención de manifestantes antigubernamentales y corrupción pública significativa».
El gobierno venezolano ha rechazado estas versiones. La ministra de comunicación e información de Venezuela, Delcy Rodríguez calificó esa declaración de algunos exmandatarios como una vergüenza por apoyar a quienes el gobierno venezolano considera los responsables de la violencia al mismo tiempo que se reunió con los que calificó de víctimas de esos presos.
Los presidentes de UNASUR condenaron por unanimidad la orden ejecutiva del gobierno de Estados Unidos, que calificó a Venezuela como una amenaza a la «seguridad nacional».

## Observadores
Entre los observadores e invitados para la VII Cumbre de las Américas participaron el secretario general de la ONU, Ban Ki-Moon, el Primer ministro de Holanda, Mark Rutte y el secretario de Estado de Cooperación Internacional y para Iberoamérica (SECIPI) de España, Jesús Manuel Gracia Aldaz.

## Países asistentes
37 países de América han sido invitados a esta cumbre, donde asistieron presidentes, primer ministros, cancilleres y delegados oficiales de los países de Latinoamérica, el Caribe, Guyana, Surinam, Estados Unidos y Canadá.
| País                         | Asistente                      | Cargo                |
| ---------------------------- | ------------------------------ | -------------------- |
| Panamá                       | Juan Carlos Varela             | Presidente           |
| Antigua y Barbuda            | Gaston Browne                  | Primer ministro      |
| Argentina                    | Cristina Fernández de Kirchner | Presidenta           |
| Bahamas                      | Perry Christie                 | Primer ministro      |
| Barbados                     | Freundel Stuart                | Primer ministro      |
| Belice                       | Dean Barrow                    | Primer ministro      |
| Bolivia                      | Evo Morales Ayma               | Presidente           |
| Brasil                       | Dilma Rousseff                 | Presidenta           |
| Canadá                       | Stephen Harper                 | Primer ministro      |
| Chile                        | Heraldo Muñoz                  | Canciller            |
| Colombia                     | Juan Manuel Santos             | Presidente           |
| Costa Rica                   | Luis Guillermo Solís           | Presidente           |
| Cuba                         | Raúl Castro Ruz                | Presidente           |
| Dominica                     | Roosevelt Skerrit              | Primer ministro      |
| Ecuador                      | Rafael Correa                  | Presidente           |
| Estados Unidos               | Barack Obama                   | Presidente           |
| El Salvador                  | Salvador Sánchez Cerén         | Presidente           |
| Granada                      | Keith Mitchell                 | Primer ministro      |
| Guatemala                    | Otto Pérez Molina              | Presidente           |
| Guyana                       | Donald Ramotar                 | Presidente           |
| Haití                        | Michel Martelly                | Presidente           |
| Honduras                     | Juan Orlando Hernández         | Presidente           |
| Jamaica                      | Portia Simpson-Miller          | Primera ministra     |
| México                       | Enrique Peña Nieto             | Presidente           |
| Nicaragua                    | Daniel Ortega Saavedra         | Presidente           |
| Paraguay                     | Horacio Cartes                 | Presidente           |
| Perú                         | Ollanta Humala                 | Presidente           |
| República Dominicana         | Danilo Medina Sánchez          | Presidente           |
| Santa Lucía                  | Kenny Anthony                  | Primer ministro      |
| San Cristóbal y Nieves       | Timothy Harris                 | Primer ministro      |
| San Vicente y las Granadinas | Ralph Gonsalves                | Primer ministro      |
| Surinam                      | Dési Bouterse                  | Presidente           |
| Trinidad y Tobago            | Kamla Persad-Bissessar         | Primera ministra     |
| Uruguay                      | Tabaré Vázquez                 | Presidente           |
| Venezuela                    | Nicolás Maduro                 | Presidente           |
| Santa Sede                   | Pietro Parolin                 | Secretario de Estado |
| Naciones Unidas              | Ban Ki-Moon                    | Secretario general   |